# BENNIE K
베니 케이(BENNIE K, 일본어: ベニー ケー)는 싱어 YUKI와 랩퍼 CICO의 2인 그룹이다. 2004년 9월 22일에 발매한 8번 째 싱글 선라이즈가 오리콘 차트 3주 연속 TOP10에 들고 계속해서 2005년 6월 8일에 발매한 9번째 싱글 Dreamland로 오리콘 차트에서 초판 2위에 들며 큰 인기를 모았다.